# Orde van de Bij

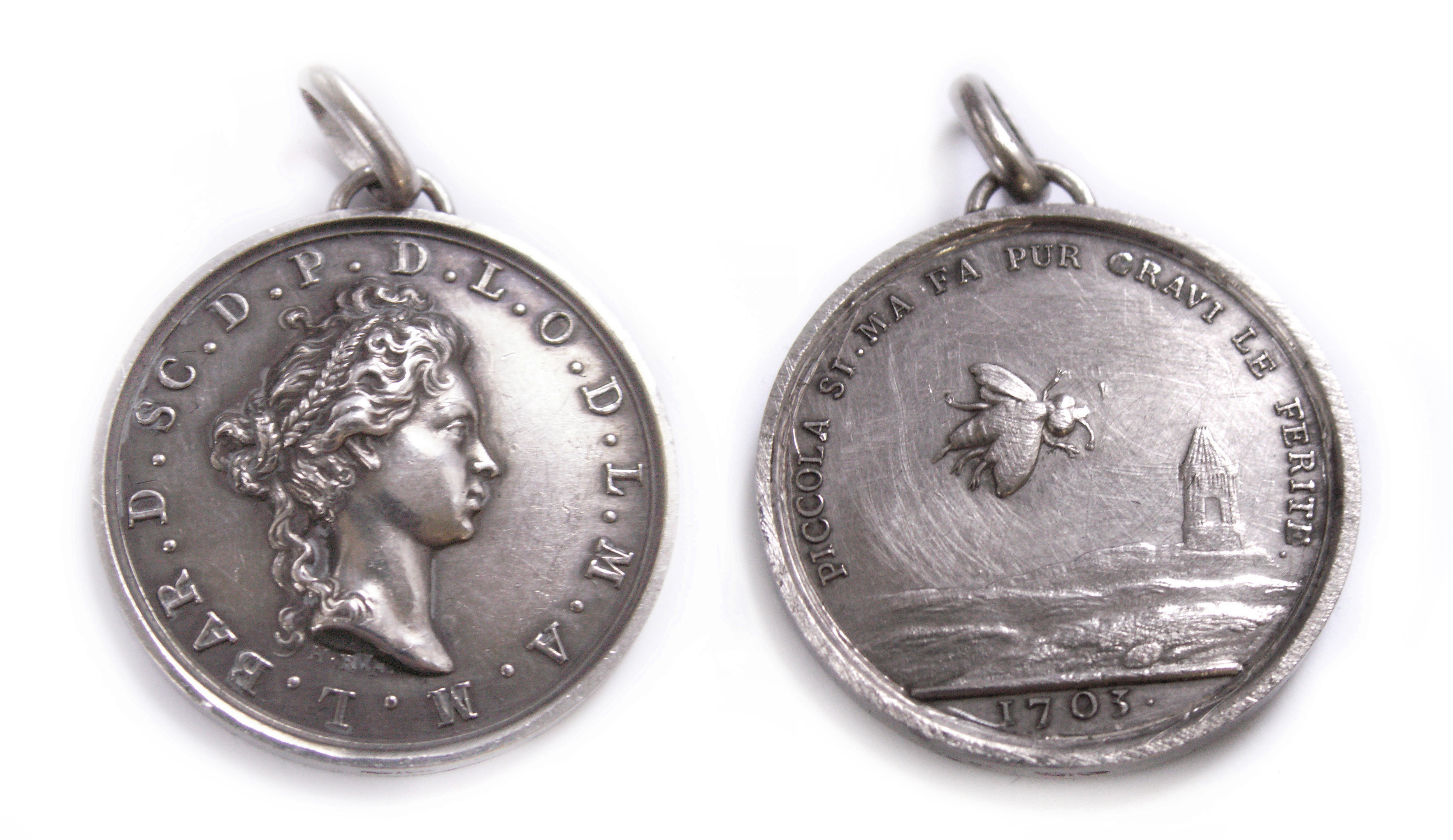

De Orde van de Bij (Frans: "Ordre de la Mouche à miel") was een in 1703 door Louise Bénédicte van Bourbon-Condé, hertogin van Maine (1676-1753) gestichte ridderorde die voor de heren en dames van haar hofhouding in het kasteel van Sceaux bedoeld was. De achtergrond van de stichting van deze orde, met als devies "Je suis petite, mais mes piqûres sont profondes" ("Ik ben klein maar steek gemeen toe"), moet worden gezocht in de machtsstrijd van de facties rond de koninklijke bastaarden en de prinsen en prinsessen van den bloede aan het hof van de ouder wordende Zonnekoning.
De ridders en dames droegen een vergulde ronde medaille aan een oranje lint met daarop een portret van de hertogin. Op de keerzijde staan een afbeelding van een bij en het motto van de Orde.
Deze merkwaardig ridderorde, men zou ook van een vriendenclub kunnen spreken, is opgenomen in de lijst van historische orden van Frankrijk.